# Учёный еврей
Учёный еврей — в Российской империи название учёного-богослова, специалиста по религиозно-духовным делам иудаизма, а также должностей в системе государственного управления.

## История
С 1844 по 1917 год существовали должности учёных евреев при различных органах управления. Поскольку духовные дела евреев в XIX веке были сосредоточены в министерстве народного просвещения, то и должности вначале появились там (официально с ноября 1844 года).
В империи было несколько различных должностей под этим названием:
- при синагогах и молитвенных домах, должны были «объяснять в известных случаях сомнения, касающиеся богомоления или обрядов веры». Эти должности зачастую занимали «духовные» раввины, которые вследствие образовательного ценза или других причин не могли занять место казённого раввина.
- при попечителях учебных округов. Давали объяснения по еврейским предметам и контролировали их преподавание в еврейских учебных заведениях, работая под руководством чиновников.
- при министре народного просвещения. До 1857 года должность занимал Леон Мандельштам, затем после перерыва с начала 1880-х годов до смерти в 1910 году в должности состоял барон Д. Гинцбург. После его смерти должность осталась вакантной.
- при генерал-губернаторах в черте оседлости и при одесском градоначальнике. Должность требовала среднего или высшего образования и принадлежности к иудейской религии «для исполнения поручений по предметам, требующим особого знания всех правил и обрядов еврейского закона». Закон иногда именовал эти должности не «учёными евреями», а «евреями для исполнения особых поручений». Служили бессрочно; после 15-летней «беспорочной» службы становились почётными гражданами и награждались медалью.
- при министерстве внутренних дел. Эта должность была введена в 1877 году для обслуживания губернаторов курляндской и лифляндской губерний. До 1906 года эта должность исполнялась в Риге, а после — в Петербурге.